# حياتي الإيسيكاي
حياتي الإيسيكاي (بالإنجليزية: My Isekai Life)‏ هي رواية خفيفة يابانية نشرت في أكتوبر 2017 تم تحويلها لمانغا نشرت في 2018 ومسلسل أنمي من إنتاج ريفوروت من المقرر عرضه في 2022.